# Crkva Svetog Antuna Pustinjaka (Bilbao)
Crkva Svetog Antuna Pustinjaka  je katolička crkva koja se nalazi u četvrti Starog grada u Bilbau, u Španjolskoj. Posvećena je Antunu Pustinjaku, poznatom kao San Antón na španjolskom. Nalazi se, zajedno s mostom San Antóna, u gradskom grbu. Pored njega teče estuarij Bilbao.

## Uvod
Crkva Svetog Antuna  primjer je gotičkog stila crkvene arhitekture, popularne u 15. i 16. stoljeću. Unatoč rekonstrukciji ostaje moguće uočiti neka gotička obilježja kao što su rebrasti svodovi i šiljasti lukovi. 

## Povijest
Crkva je sagrađena krajem 15. stoljeća na parceli gdje je tri stotine godina bilo skladište. Od 17. srpnja 1984. godine smatra se dobrom od kulturnog značaja, u kategoriji "Nacionalni povijesno-umjetnički spomenik".
Godine 1300. Diego López de Haro dao je općinsku povelju. Rijeka i parcela uključeni su u novo selo zvano Bilbao. Neki tvrde da je 1334. Alfonso XI., kralj Kastilje naredio izgradnju tvrđave i zida koji su korišteni kao nasip protiv poplava. Zid je otkriven 2002. godine arheološkim iskapanjem, ali tvrdnja je još uvijek nepotvđena.
Nešto kasnije ove dvije zgrade zamijenjene su jednom crkvom posvećenom svetom Antunu Velikom. Crkva je posvećena 1433. godine, tada je crkva imala samo jednobrodnu podnicu s pravokutnim krovom i svodom. Sada. stari temelji te crkve mogu se vidjeti u blizini starog zida Bilbaa.
Godine 1478. započela je nova gradnja kako bi se crkva proširila, budući da je župa rasla. Ovo proširenje, u gotičkom stilu, dovršeno je u prvoj polovici 16. stoljeća.
Kroz povijest je ova crkva pretrpjela oštećenja i dva puta je zatvarana. Glavni izvor štete bile su poplave rijeke Nervión. Posljednja poplava bila je 1983. godine i rezultirala je uništenjem namještaja, povlačnih vrata i ograda unutar crkve.
Crkva je također pretrpjela oštećenja tijekom bombardiranja i požara tijekom rata, osobito tijekom karističkih ratova. Tijekom ovog rata, crkva je bila prisilno zatvorena i korištena za vojnu logistiku. Crkva je bila prisiljena po drugi put na zatvaranje 1881. godine zbog ruševnog stanja crkve. Restauratorski radovi koje je poduzeo Sabino Goikoetxea promijenili su veći dio izvornog dizajna crkve.

## Renesansno pročelje
Crkva ima pročelje u renesansnom stilu iz 16. stoljeća, a ne u gotičkom stilu ostatka zgrade. Razlog tome su opetovane pregradnje crkve, pri čemu je svaka pregradnja davala nova obilježja karakteristična za tu epohu.
Najraniji stil koji se može identificirati nije ni renesansni ni gotički - ulazni lukovi su okrugli i tipični su za romanički stil; a na vratima su drugi tipovi luka korištenog krajem 15. stoljeća. Najvidljiviji gotički element su rebrasti svodovi u cijelom uzdužnom stropu.
Renesansno pročelje izgrađeno je 1548. godine u raskošnim proporcijama i s bogatom dekoracijom karakterističnom za renesansu. Oko lukova nalaze se male skulpture niskog reljefa, u obliku glava, simbola antropocentrizma koji je dominirao renesansom. Velika većina glava iza sebe ima krila anđela; a u sredini ovih, u središnjem ključnom kamenu, nalazi se veća skulptura u obliku štita na kojoj je upisana godina 1548., kao potpis graditelja.
S obje strane vrata nalaze se korintski stupovi, tipični za renesansni stil. Oni su manji u usporedbi s drugim građevinama, ali sadrže svu bit sloga: korintski kapitel sa svojim pravokutnim prstenom i abakusom i listovima akantusa, od kojih su neki smotani u obliku "caulículos". Drška je užlijebljena, a na kraju drške i stope nalaze se skulpturalni crteži biljaka i prikazi ljudi.
Na pročelju se nalaze i dvije niše, po jedna sa svake strane vrata, koje su do 1892. godine bile prazne. U obnovi te godine postavljene su skulpture svetog Petra i svetog Pavla. U nišama se nalaze jakobove kapice. I u ovom slučaju u školjki nalazimo dva anđelića koji drže medaljon s glavom drugog čovjeka. Svi ovi elementi (niše, anđeli, kapice, medaljoni, korintski stupovi) reprezentativni su elementi renesansnog stila 15. i 16. stoljeća.

## Kapele
Unutar crkve se nalaze 3 kapele.

### Kapela Predstojnika
Ovo je prva i najšira kapela. Izgrađena 1530. godine, ova je kapelica primjer kasnogotičkog stila koji se može vidjeti u drugim obližnjim građevinama kao što su Begoña, La encarnación, San Vicente od Abanda i San Pedro od Deusta. Na ulazu u kapelu nalazi se veliki ogivalni luk. Ovaj luk je zatvoren rešetkom koja je iskovana u Bilbau. Na vrhu ulaza prikazan je grb utemeljitelja kapele (obitelji Lezama-Leguizamón). Povijesno [kada?], bio je prolaz koji je povezivao ovu kapelu i kulu obitelji Lezama-Leguizamón. Na prednjem zidu nalazi se vitraž.
Kapela je imala dvije oltarne pale. Jedna od oltarnih pala posvećena je Svetoj Ani, a druga je posvećena Gospi od Utjehe. Trenutno se u kapeli nalazi oltar koji sadrži drvenu izrezbarenu skulpturu Bezgrešnog Začeča i neke slike.
Tu je i srebrna svjetiljka sa sljedećim urezanim natpisom: "Esta lámpara dieron a su capilla de Santa Ana, Doña María de Leguizamón y Don Domingo de Isasi-Leguizamón. 1621."

### Kapela Pobožnosti
Kapela pobožnosti je manja od kapele Predstojnika, ali veća od kapele Svetog Roka. Ima slične atribute prisutnima u kapeli župnika, ima gotičku strukturu u ulaznom luku, rebrasti svod na stropovima i vitraje.
Rešetka koja zatvara ovu kapelu starija je od rešetke koja zatvara kapelu župnika. Gornji dio ove rešetke uključuje grb obitelji Recalde zajedno s detaljima Pasije.
Srednji friz sadrži sljedeći natpis na latinskom: "O Mater Dei, memento mei Iesu". Moglo bi se prevesti kao "O majko božja, spomeni nas se pred Isusom".
Godine 1919. kapela župnika i kapela pobožnosti spojene su gotičkim lukom kako bi se povećala oltarna pregrada.

### Kapela svetog Roka
Ovo je najmanja kapela od tri koje crkva sv. Antuna posjeduje. Ovu kapelu čine rebrasti svod i mali slijepi gotički luk u desnom zidu. Ovo je bio izvorni ulaz u crkvu.
Kada je izgrađeno novo glavno pročelje, obitelj Ibiceta, koja je u kapelici imala svoju obiteljsku grobnicu, odlučila ju je pretvoriti u umjetnički mauzolej s pobožnim skulpturama i ukrasnim elementima. Kapela sadrži luk s okruglom glavom koji podupiru korintski stupovi. Kapela sadrži skulpturu Svetog Roka iznad grobnice i skulpture Svete Lucije i Svetog Sebastijana koje ga okružuju.

## Toranj Belfry
Godine 1774. Gabriel de Capelastegui započeo je izgradnju sadašnjeg tornja zvonika, čime je zamijenjena prethodna građevina. Toranj ima četverokutno tijelo koje se uzdiže u blizini središnjeg krova. Iznad njega je zvonik okrunjen kupolom i svjetiljkom, te vjetruljom. Ima blistavi barokni dieciochesco stil, jedan je od najboljih primjera cijele Baskije. pijevac-vjetrulja potječe iz 1775. godine, točnije napravljen je 7. prosinca 1775.  
Do zvonika se dolazi preko 106 vapnenačkih stuba  i njegove ograde koja ima zapaženu geometrijsku preciznost. Od podnožja do lanterne vode 32 drvene stube. Vanjski sat se nalazio  u ovoj lanterni, s brončanom sferom i zlatnim brojevima, a nalazio se između dva grba izrađena od bronce na balkonu konzulata, ispred Mercado de la Ribera. 
Zvono je zamijenilo ono prethodno, „Obrezanje Gospodnje", koje je palo 29. lipnja 1779. Ono sadašnje ima sljedeći natpis: IHS. San Antonio Abad. Ora pro nobis, Antonio de la Hoza me Hizo. 1829.
Posljednje izmjene  potječu iz 1902. godine: novi portik ispred ulice Ronda, novu sakristiju i velike župne depandanse. Konstrukciju trijema i pročelja koja idu do mosta projektirao je arhitekt Enrique Epalza, u stilu izabelske gotike, odražavajući druge stilove koji su već prisutni u crkvi.  